# آخوریک
آخوریک (به ارمنی: Ախուրիկ) یک روستا در ارمنستان است که در استان شیراک واقع شده‌است. آخوریک در ۵ کیلومتری جنوبغرب گیومری، مرکز استان شیراک واقع شده است.

## خصوصیات
آخوریک ۱٬۲۳۶ نفر جمعیت دارد و در ارتفاع ۱۴۷۰ متر بالاتر از سطح دریا قرار گرفته است.